# Kalliapseudes mauritanicus
Kalliapseudes mauritanicus är en kräftdjursart som beskrevs av Monad 1923. Kalliapseudes mauritanicus ingår i släktet Kalliapseudes och familjen Kalliapseudidae. Inga underarter finns listade i Catalogue of Life.